# 孫原湘
孫原湘（1760年—1829年），字子瀟，號心青，江蘇昭文縣（今屬常熟市）人。清代政治人物、學者，進士出身。

## 生平
嘉慶十年（1805年）登乙丑科進士，授翰林院庶吉士，充武英殿協修官。乞假歸里，未再出仕。

## 著作
孫原湘工駢文、散文，兼善書畫。與王曇、舒位齊名。著有《天真閣集》。

## 外部連結
- 孫原湘（页面存档备份，存于） 中研院史語所